# Niklas Hartweg
Niklas Hartweg (Karlsruhe, 1 maart 2000) is een Zwitserse biatleet. Hij nam deel aan de Olympische Winterspelen 2022 in Peking.

## Carrière
Hartweg maakte zijn wereldbeker debuut op 28 november 2020, hij nam deel aan de 20 km individueel in Kontiolahti, waar hij een 59 plaats behaalde. In 2021 nam Hartweg voor het eerst deel aan de wereldkampioenschappen biatlon in Pokljuka. Zijn eerste wereldbeker punten behaalde hij met een 17e plaats op de 20 km individueel van Antholz op 20 januari 2022. In datzelfde jaar nam hij ook deel aan de Olympische Winterspelen in Peking.
Het seizoen 2022/2023 begon Hartweg met een 2e plaats op de 20 km individueel van Kontiolahti op 29 november 2022. In datzelfde onderdeel behaalde Hartweg een 6e plaats op de wereldkampioenschappen 2023. Samen met Amy Baserga twee podiumplaatsen in de sigles mixed relay, brons op 8 januari 2023 in Pokljuka en zilver op 5 maart 2023 in Nové Město na Moravě. Bovendien werd hij samen met Baserga ook 2de op de Europese kampioenschappen biatlon 2023 in Lenzerheide. Aan de start van de laatste manche, de 15 km massastart in Oslo-Holmenkollen op 19 maart 2023 stond Hartweg op de tweede plaats van het U25 klassement, na Tommaso Giacomel. Door het behalen van een tweede plaats in de massastart won Hartweg in extremis het U25 klassement. Bovendien werd hij ook 11e in de eindstand van de wereldbeker.  

## Resultaten

### Olympische Winterspelen
| Jaar | Plaats | Onderdeel   | Onderdeel | Onderdeel     | Onderdeel  | Onderdeel | Onderdeel          |
| Jaar | Plaats | Individueel | Sprint    | Achtervolging | Massastart | Estafette | Gemengde estafette |
| ---- | ------ | ----------- | --------- | ------------- | ---------- | --------- | ------------------ |
| 2022 | Peking | 56e         | 37e       | 38e           | –          | 12e       | –                  |

### Wereldkampioenschappen
| Jaar | Plaats   | Onderdeel   | Onderdeel | Onderdeel     | Onderdeel  | Onderdeel | Onderdeel          | Onderdeel           | Onderdeel |
| Jaar | Plaats   | Individueel | Sprint    | Achtervolging | Massastart | Estafette | Gemengde estafette | Single- Mixed-relay |           |
| ---- | -------- | ----------- | --------- | ------------- | ---------- | --------- | ------------------ | ------------------- | --------- |
| 2021 | Pokljuka | –           | 49e       | 47e           | –          | 11e       | –                  | –                   |           |
| 2023 | Oberhof  | 6e          | 25e       | 17e           | –          | 6e        | 7e                 | 12e                 |           |

### Wereldkampioenschappen junioren
| Jaar | Plaats         | Onderdeel   | Onderdeel | Onderdeel     | Onderdeel |
| Jaar | Plaats         | Individueel | Sprint    | Achtervolging | Estafette |
| ---- | -------------- | ----------- | --------- | ------------- | --------- |
| 2019 | Brezno-Osrblie | –           | –         | –             | 9e        |
| 2020 | Lenzerheide    | 15e         | 9e        | 7e            | 5e        |
| 2021 | Obertilliach   | 16e         | 11e       | 4e            | 6e        |

### Wereldbeker
Eindklasseringen
| Seizoen   | Algemeen | Individueel | Sprint | Achtervolging | Massastart |
| --------- | -------- | ----------- | ------ | ------------- | ---------- |
| 2020/2021 | –        | –           | –      | –             | –          |
| 2021/2022 | 74e      | 30e         | –      | –             | 40e        |
| 2022/2023 | 11e      | 6e          | 14e    | 11e           | 8e         |